# Franz Poledne
Franz Poledne (* 10. April 1873 in Wien; † 7. Jänner 1932 in Klosterneuburg) war ein österreichischer Maler und Illustrator.

## Leben und Werk

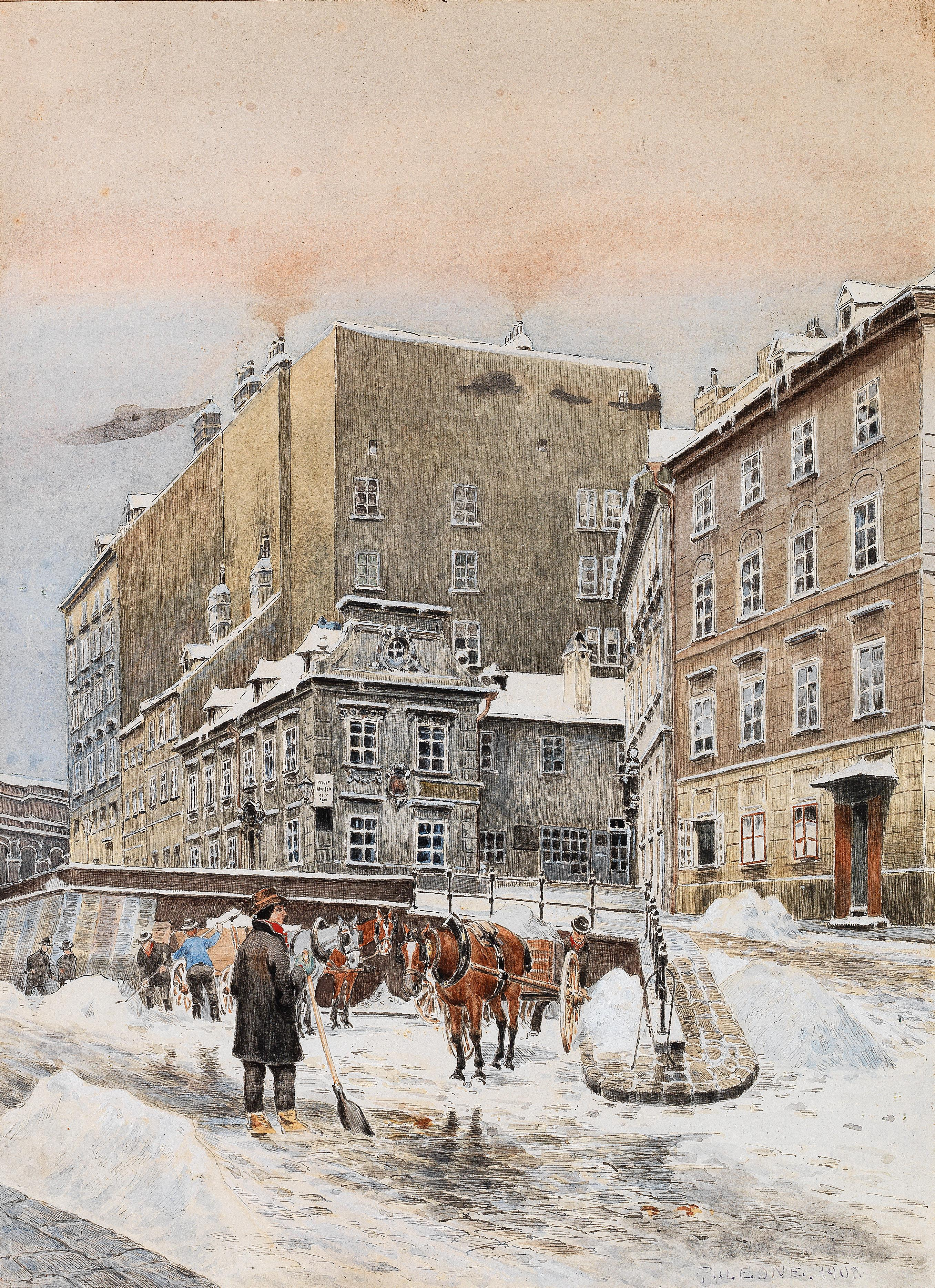
Mölkerbastei mit dem Dreimäderlhaus, Aquarell von Franz Poledne (1909)

Franz Poledne wurde bereits als Jugendlicher im Jahr 1888 Mitarbeiter im Atelier des Hoftheatermalers Hermann Burghart. Dort war er bis 1893 tätig. Währenddessen besuchte er die Zeichenschule der Graphischen Lehr- und Versuchsanstalt in Wien. Er wirkte danach als Illustrator für Zeitschriften wie Über Land und Meer und Illustrirte Welt. Von 1907 bis zu seinem Tod arbeitete er als Illustrator für die Illustrierte Kronen Zeitung.
Als Maler schuf Franz Poledne Ölgemälde und Aquarelle. In seinen Veduten dokumentierte er den Stadtbildwandel Wiens und zählte damit neben Rudolf von Alt, Emil Hütter, Franz Kopallik, Richard Moser und Erwin Pendl zu jenen Malern, die ein sentimentales Bild von Alt-Wien prägten. Poledne nahm am Ersten Weltkrieg als Landsturm-Zugsführer teil und bekam 1918 das Goldene Verdienstkreuz am Bande der Tapferkeitsmedaille verliehen. Er gehörte außerdem zu den zahlreichen Malern, die für das k.u.k. Kriegspressequartier tätig waren.
Franz Poledne war verheiratet und hatte einen Sohn. Er lebte in Klosterneuburg, wo er im Alter von 58 Jahren nach einer schweren Krankheit starb. Er war vom späteren NS-Euthanasie-Arzt Emil Gelny, mit dem er befreundet war, behandelt worden. Poledne wurde am Oberen Stadtfriedhof in Klosterburg bestattet.